# Amara patruelis
Amara patruelis är en skalbaggsart som beskrevs av Pierre François Marie Auguste Dejean. Amara patruelis ingår i släktet Amara och familjen jordlöpare. Inga underarter finns listade i Catalogue of Life.